# Пондзу
Пондзу (яп. ポン酢) — соус японской кухни из сока цитрусовых, мирина и даси. Это жидкий соус кислого вкуса и тёмно-коричневого цвета. Разновидность соуса с добавлением соевого соуса пондзу сёю (яп. ポン酢醤油) зачастую тоже называется просто пондзу.
Название образовано из двух слов. Пон заимствовано из голландского pons, которое имеет схожий смысл и происходит от английского punch — пунш, дзу (яп. 酢) — по-японски уксус.

## Приготовление
Пондзу готовится подогреванием на слабом огне мирина, рисового уксуса, хлопьев кацуобуси (из тунца-бонито) и морских водорослей (комбу). После чего жидкость охлаждается, процеживается, в нее добавляется сок одного или нескольких цитрусовых: юдзу, судати, дайдай, кабосу, лимона.
Также пондзу продается готовым в магазинах в стеклянных бутылках, и может иметь на дне осадок.

## Использование
Пондзу традиционно используется как заправка для татаки (слегка обжаренное или сырое нарезанное мясо или рыба), а также как соус для обмакивания сашими или набэмоно (например, сябу-сябу).
В регионе Кансай соусом пондзу поливают такояки.